# Vegetarische kaas
Vegetarische kaas is kaas die gemaakt is zonder ingrediënten afkomstig van geslachte dieren.
Kaas bevat naast het basisingrediënt melk ook stremsel om de kaas vast te maken. Deze kan afkomstig zijn uit de maag van een dier. Daarnaast bevatten sommige kazen varkensgelatine of andere dierlijke producten. Vegetarische kaas bevat deze ingrediënten niet. Vegetarische kaas wordt gegeten door strikte vegetariërs en consumenten vanuit hun islamitische of Joodse geloof.
Traditioneel wordt stremsel gewonnen uit de lebmaag (het orgaanvlees) van een geslacht nuchter kalf. Het is een duur en schaars product, reden waarom lang is gezocht naar een alternatief. Door toepassing van recombinant-DNA-technieken wordt (kalveren-) chymosine thans ook geproduceerd door gistcellen, hetgeen gebruikt wordt als niet-dierlijk stremsel.

## Islam
Er is verschil van mening of kaas met dierlijk stremsel halal is wanneer het afkomstig is van een niet-halal geslacht dier. Sommige moslims menen dat zulk stremsel toch halal is, omdat het niet uit vlees, bloed of botten bestaat. De meeste moslims vermijden echter uit voorzorg kaas waarvan niet bekend is of deze vegetarisch is. Wel wordt stremsel uit (halal-)slachterijen in Nederland gebruikt voor export naar moslimlanden: de meeste kalveren in Nederland worden halal geslacht en daarmee is de meeste kaas ook halal.
Runderen en geiten zijn, mits op de juiste manier geslacht, te eten door moslims die volgens de halal willen leven. Dus ook het stremsel van op die manier geslachte dieren is halal. Meerdere Nederlandse kaasproducenten maken kaas met stremsel van halal geslachte dieren. Daarbij wordt tevens gewerkt volgens de Gezondheids- en Welzijnswet voor Dieren.

## Joodse spijswetten
Kaas met dierlijk stremsel is volgens de joodse spijswetten alleen geoorloofd als het dier koosjer is geslacht en het stremsel door een jood aan de kaas is toegevoegd. Rabbijnen staan het gebruik van stremsel toe, omdat het gebruikte dierlijke stremsel niet meer lijkt op vlees. Andere combinaties van melk en vlees zijn echter niet toegestaan volgens de joodse spijswetten.

## Keurmerk
Op kazen wordt  meestal aangegeven met de termen 'vegetarisch stremsel', 'plantaardig stremsel' of 'microbieel stremsel'. Als er niets over vermeld is of als er alleen 'stremsel' op de verpakking staat, dan is het goed mogelijk dat dierlijk stremsel is gebruikt.
Bij kant-en-klare producten waarin kaas wordt verwerkt, is vaak nog moeilijker te achterhalen of voor de gebruikte kaas vegetarisch stremsel is gebruikt. Wederom is het dan goed mogelijk dat dierlijk stremsel is gebruikt, ook als het product als 'vegetarisch' gelabeld is of voorzien is van een 'V'.
Sommige soorten kaas, zoals de paneer uit India zijn standaard vegetarisch. Dit omdat hindoes vaak uit religieuze overweging vegetariër zijn, en sowieso geen koeien slachten.

### Europa
In Europa bestaat het V-keurmerk, in Nederland uitgegeven door de Nederlandse Vegetariërsbond. Kaas met dit keurmerk is gegarandeerd met vegetarisch stremsel gemaakt.